# Keçmədin
Keçmədin è un comune dell'Azerbaigian situato nel distretto di Şamaxı. 